# Лабоулае
Лабоула́е, Лабуле́ (исп. Laboulaye) — город и муниципалитет в департаменте Пресиденте-Роке-Саенс-Пенья провинции Кордова (Аргентина), административный центр департамента.

## История
Эти земли были присоединены к Аргентине в начале 1880-х в результате кампании генерала Хулио Архентино Рока, известной как «Завоевание пустыни». Из-за постоянных наводнений они долго оставались неразвитыми. Лишь в 1886 году была проведена железная дорога и построена станция «Лабулайе», названная в честь Эдуара Лабулэ (в испанском прочтении — Лабулайе) — французского писателя, с которым состоял в переписке аргентинский президент Доминго Фаустино Сармьенто. Вокруг станции постепенно вырос населённый пункт.